# Sarah Prineas
Sarah Prineas (nacida en Lyme, Connecticut) es una escritora cuyo domicilio está en Iowa. Estudió en la universidad de Minnesota, después consiguió un doctorado de literatura inglesa, Y ahora mismo trabaja en la universidad de Iowa como profesora de lengua.
Tras haber tenido un gran éxito con su primera novela juvenil decidió seguir con la saga y llegó a tal punto el aclamo de los seguidores que Nintendo ha comprado sus derechos para crear un juego basada en esa historia, el juego se llama Magia en acción .